# Панч Петро Йосипович
Петро́ Йо́сипович Панч (справжнє прізвище — Панченко; 4 липня 1891, Валки — 1 грудня 1978, Київ) — український письменник, член «Плугу», ВАПЛІТЕ, ВУСПП. Сотник Дієвої Армії УНР.

## Життєпис

### Дитинство та юність

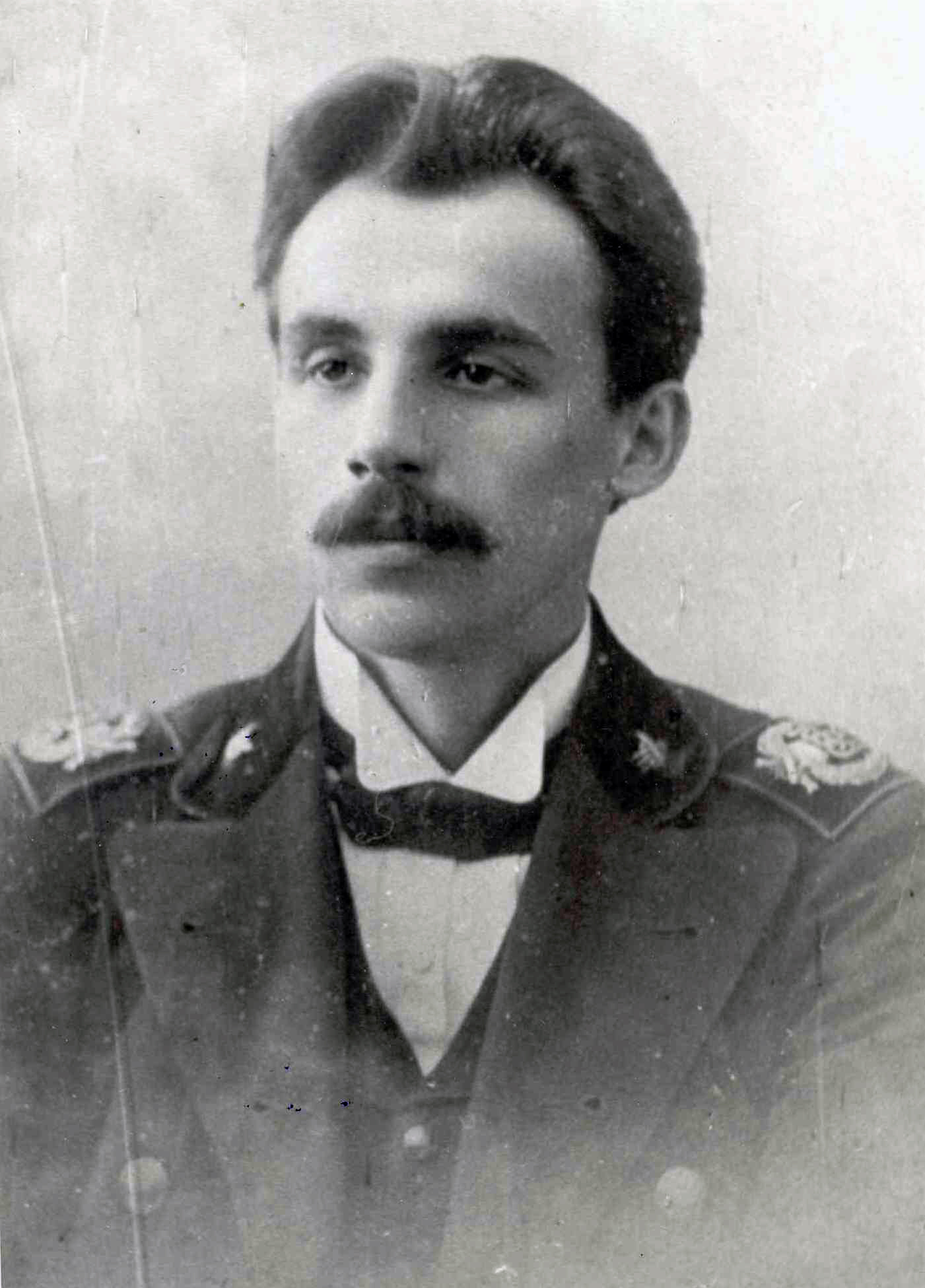
Петро Панченко, учень землемірного училища. Полтава, 1911 р.

Народився 4 липня 1891 року в місті Валках на Харківщині в родині майстра-колісника. Дитинство письменника, про яке він зворушливо писав у книзі «На калиновім мості», було багатим на життєві враження. Так повелося, що в родині всі колісникували: і дід, і батько, і дядько. Та й взагалі, всі члени сім'ї (мама, батько, п'ятеро дітей) долучались до загальної справи.
З п'ятнадцяти років, після двокласної школи, Петро пішов працювати. Спершу служив у Народному домі, переписував папери і розносив пакети, а згодом — писарчуком в агента земського страхування. Сімнадцятирічним юнаком Панч уперше залишає рідну домівку та їде до Харкова шукати долі. Тут його взяли на посаду писарчука до канцелярії Інституту шляхетних дівчат. У Харкові Петро Панч потрапляє в коло студентської молоді. Він відвідує загальноосвітні курси, дуже багато читає. Проте згодом залишає місто і вступає до Полтавського землемірного училища, одразу після закінчення якого у 1915 році його мобілізовано в армію. Навчається на прискорених курсах в Одеському артилерійському училищі, дістає офіцерське звання прапорщика артилерії та опиняється на фронті Першої світової війни.

### Українська революція
З листопада 1918 р. служив під українськими прапорами — у важкому гарматному дивізіоні Запорізького корпусу — спочатку військ Директорії, згодом — Дієвої армії УНР. «У запорожцях» сотник Петро Панченко перебував аж до грудня 1919 р. Потім пішов за Волинською революційною радою та отаманом Омеляном Волохом. Разом із Червоною Гайдамацькою бригадою отамана Волоха влився до складу Червоної армії та закінчив війну вже командиром 180-го легкого гарматного дивізіону 60-ї стрілецької дивізії РСЧА.
Ярослав Тинченко висловився так: «В останні роки чомусь сором'язливо замовчують про те, що весь цвіт письменників і поетів УРСР у роки громадянської війни бився під українськими прапорами зі зброєю в руках проти більшовиків. Петлюрівськими офіцерами були Петро Панч та Андрій Головко, лихими юнаками (юнкерами) — Володимир Сосюра і Борис Антоненко-Давидович, добровольцями-кавалеристами — Олександр Копиленко та навіть 16-річний Юрій Яновський. Держслужбовцями УНР — Павло Губенко (Остап Вишня), Павло Тичина, Юрій Смолич. Частина з них на початку 1920 року опинилися в лавах боротьбистів і разом з ними перейшли до більшовиків. Але декого, наприклад Остапа Вишню і, за деякими даними, Юрія Яновського, червоні взяли в полон. Але петлюрівська закваска в них залишилася назавжди.»

### Письменницька кар'єра

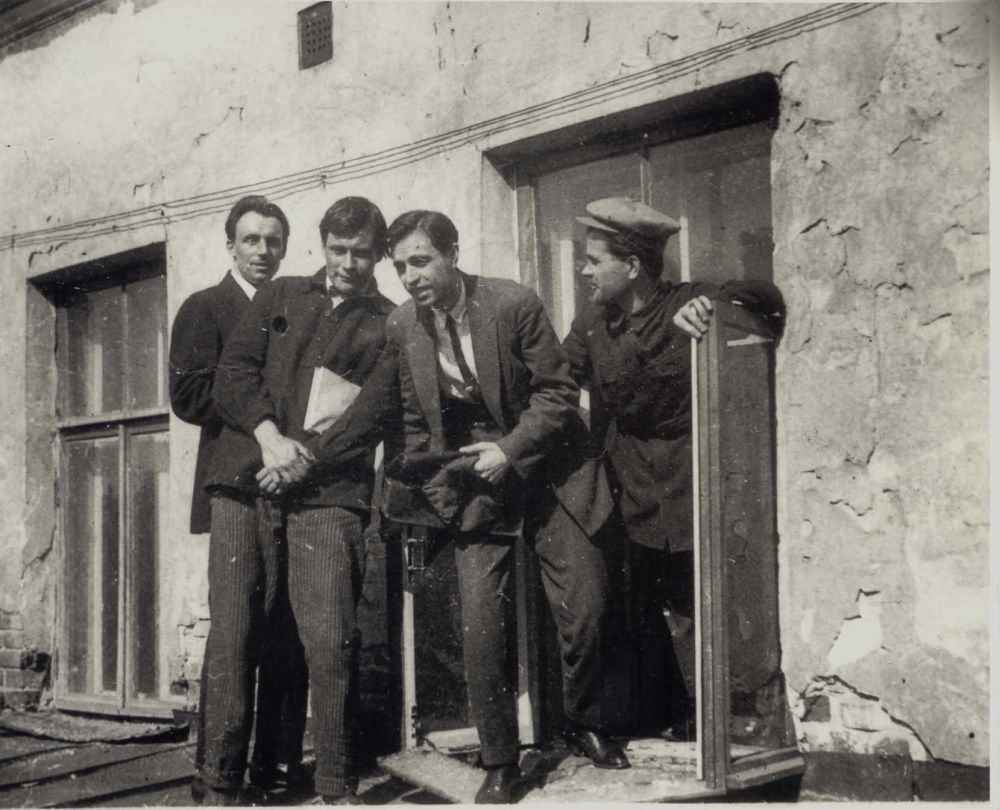
Зліва направо: Петро Панч, Майк Йогансен, Василь Вражливий, Григорій Епік. Харків, 1926

Восени 1921 року Петро Панч демобілізувався і приїхав у рідні Валки, де працював землеміром. На цей час припадає і початок літературної діяльності Панча.
Справжнє прізвище письменника — Панченко. Та коли на сторінках періодичних видань почали з'являтися його перші нариси, оповідання, фейлетони, «житні етюди», підписані вони були «Максим Отава». Під матеріалами ж, що Петро Панченко після повернення з фронтів Першої світової подавав до газети свого рідного містечка Валки («Незаможник»), що на Харківщині, він підписався «П. Пан». Та редактор Шевченко Іван Дем'янович уникнув такого сміливого та дещо негативно забарвленого на той час прізвища й своєю рукою додав одну літеру. Петро Панченко став Панчем.

Петро Панч, 1920-ті рр

До Харкова Петро Йосипович приїхав уже з багажем — із ледь набубнявілими та уже втіленими творчими задумами. Одна за одною виходять його книжки «Там, де верби над ставом», «Гнізда старі» (1923), «Поза життям» (1924), «Солом'яний дим» (1925), «Мишачі нори» (1926), збірка повістей «Голубі ешелони» (1928) тощо.
У цей час Панч належав до літературних угруповань «Плуг», ВАПЛІТЕ, ВУСПП.

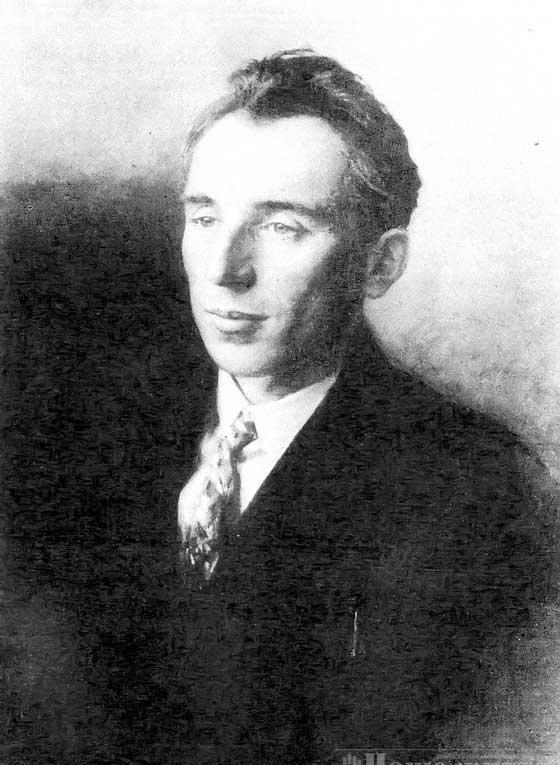
Портрет Петра Панча. Художник Іван Пархоменко

З початку радянсько-німецької війни 1941—1945 письменник провів в Уфі, решту — у Москві на посаді головного редактора літературного відділу радіостанції «Радянська Україна». Тоді ж Петра Панча обрано членом Усеслов'янського комітету, у якому він працював до закінчення війни. З 1949 по 1953 рік письменник був головою правління Харківської організації Спілки письменників, а в 1966—1969 роках — секретарем правління Спілки письменників України.
Не все, що надрукував Панч, подобалося владі; так, 18 серпня 1946 року «Радянська Україна» опублікувала статтю Д. Мороза «Про „право на помилку“. З приводу одного шкідливого виступу П. Панча і Я. Городського», засуджено вимогу права письменника на творчу помилку, висунуту на нараді прозаїків П. Панчем і Я. Городським та підтриману деякими відповідальними членами Спілки радянських письменників України; зазначалося, що така позиція з точки зору ленінсько-сталінського вчення про більшовицьку партійність літератури означала вимогу розриву з цією партійністю, відходу від радянської ідеології, «протягування» чужих і ворожих радянській владі ідей.
Робота у творчих спілках, літературних об'єднаннях не заважала реалізації себе як майстра змалювання правдивих картин життя. Мистецький доробок письменника цих років — книги оповідань «Рідна земля», «Гнів матері», книги фейлетонів «Зозуля», «Кортить курці просо». 1935 року вийшов перший роман Панча під назвою «Облога ночі». 1954-го — роман «Гомоніла Україна».
«Повістю минулих літ» Петра Панча став роман «На калиновім мості». Цей твір відзначений Шевченківською премією. Він є своєрідним сплавом автобіографічного, документального та художнього матеріалу. Найкращі розповіді з нього про дитинство письменника люблять читати діти (особливо «Три копійки»).

Могила Петра Панча на Байковому кладовищі в Києві.

Творчість для дітей — окрема сторінка в доробку письменника. Ще 1922 року він написав невеличкий етюд «Свистуни», а в 1924 році в журналі «Червоні квіти» з'явилося оповідання «Портрет». У 1930-х роках Петро Панч і далі пише для дітей і про дітей: «Малий партизан», «Будемо літати», «Син Таращанського полку», а також «Гиля, гуси», «Вовчий хвіст», «Будемо літати» (1935). Пізніше — «Гарні хлопці» (1959), «Для вас і про вас» (1965) тощо.
У 1938—1958 Панч жив у будинку письменників Роліт.
1958 року взяв участь у засудженні Б. Пастернака. Йому належить фраза, що стала крилатою:  «не читав, але засуджую!» — «Я його не читав, але не маю пiдстав не вiрити редколегiї журналу „Новий мiр“, що роман поганий. I з художнього боку, i з iдейного» (див. Панч П. Вилазка ворога. Лiтературна газета (Київ), № 85, 28 жовтня 1958).
Багато працював, писав, брав участь у літературному розвитку Спілки письменників. Збірка статей та етюдів-спогадів «Відлітають журавлі» стала останньою. Нею письменник попрощався зі своїм читачем. 1973-й поставив у творчості Петра Панча крапку.
Помер Петро Панч 1 грудня 1978 року в місті Києві. Похований на Байковому кладовищі.

## Вшанування

Меморіальна дошка П. Панчеві на будинку письменників Роліт у Києві (втрачена)

Лауреат Державної премії УРСР імені Тараса Шевченка (1965).
У 1938—1958 мешкав у будинку письменників Роліт, де йому встановлено пам'ятну дошку. Дошка зникла у 2015 році.
1989 року у Києві на його честь названо вулицю.
Його ім'я носить вулиця у місті Валки та у місті Львові.
Також його іменем названо Корчунецьку школу-інтернат у селі Корчунок Хмельницької області.
В журналі «Перець» № 15 за 1976р розміщено дружній шарж А.Арутюнянца з нагоди його 85-річчя

## Електронна бібліотека творів Петра Панча
- Панч П. Перемога / Петро Панч. — Київ ; Харків: Держ. літ. вид-во, 1941. — 15, 1 с. — (Бібліотека художньої літератури).
- Панч П. Відблиски пожеж: оповідання / Петро Панч. — Б. м.: Спілка рад. письменників України, 1942. — 30 с. — (Фронт і тил. Бібліотека Спілки радянських письменників України).
- Панч П. Моя доповідь / Петро Панч. — Харків: Літ. і мистецтво, 1932. — 47, 1 с.
- Панч П. Рідна Земля / Панч Петро. — Б. м.: Спілка рад. письменників України, 1942. — 29 с. — (Фронт і тил. Бібліотека Спілки радянських письменників України).
- Панч П. Муха Макар та його помилка / Петро Панч. — Харків: Гарт, 1932. — 87 с.
- Панч П. Там, де верби над ставом: повість: (із творів спілки селян. письменників «Плуг») / Петро Панч. — 2-ге вид. — Київ: Червоний шлях, 1925. — 38 с. — (Бібліотека селянина) (Серія красного письменства / за ред. С. Пилипенка).
- Панч П. Зозуля / Петро Панч. — Київ: Укрвидав ЦК КП (б)У, 1943. — 36 с.
- Панч П. Мишачі нори: зб. оповідань / Петро Панч. — Вид. 3-тє. — Харків: Держ. вид-во України, 1929. — 153, 2 с.
- Панч П. Мир / Петро Панч. — Київ: Держ. літ. вид-во, 1937. — 186 с.
- Панч П. Мамо, вмирайте / Петро Панч. — Харків ; Київ: Літ. і мистецтво, 1931. — 19, 1 с. : іл.
- Панч П. Кортить курці просо: зб. малих фейлетонів / Петро Панч. — Б. м. : Укрвидав ЦК КП (б)У, 1943. — 56 с.
- Панч П. Казка про двох братів та їх сестричку Івону / Петро Панч. — Харків ; Київ: Держ. вид-во України, 1930. — 19 с. : іл.
- Панч П. Голубі ешелони: зб. повістей: дванадцята тисяча / Петро Панч. — Харків: Держ. вид-во України, 1929. — 369 с.
- Панч П. З моря / Петро Панч ; післясл. В. Зайця. — Харків: Укр. робітник, 1929. — 160 с. — (Дешева бібліотека красного письменства).
- Панч П. Вибрані твори / Петро Панч. — Київ: Держ. літ. вид-во, 1936. — 478 с.
- Панч П. Голубі ешелони: повість / Петро Панч ; передм. О. Білецького. — Харків: Молодий більшовик, 1930. — 223 с. — (Художня бібліотека молодого робітника ; кн. 6).
- Панч П. Гнізда старі: (з творів Спілки селян. письменників «Плуг») / Петро Панч. — Харків: Шлях освіти, 1923. — 24 с. — (Бібліотека селянина. Серія красного письменства / за ред. С. Пилипенка ; № 4).
- Панч П. Білий вовк: повість / Петро Панч. — Харків: Укр. робітник, 1929. — 123 с.
- Панч П. Твори. Т. 2 : Повісті, оповідання / Петро Панч. — Харків: Літ. і мистецтво, 1932. — 190, 2 с.
- Панч П. Твори. Т. 1 : Оповідання / Петро Панч. — Київ: Рад. письменник, 1947. — 307 с., 1 арк. портр.
- Панч П. Твори. Т. 2 : Повісті / Петро Панч. — Київ: Рад. письменник, 1947. — 221, 1 с.
- Панч П. Твори. Т. 3 : Облога ночі: роман / Петро Панч. — Київ: Рад. письменник, 1949. — 311 с.
- Панч П. Повісті: збірка / Петро Панч. — Виправл. вид. — Київ ; Харків: Держ. літ. вид-во, 1935. — 247, 1 с.
- Панч П. Вибране / Петро Панч. — Київ: Рад. письменник, 1947. — 396 с.
- Панч П. Перегони / Петро Панч. — Харків: Укр. робітник, 19–?. — 29, 2 с. : портр. — (Дешева бібліотека красного письменства ; № 122).
- Панч П. Оповідання / Петро Панч. — Київ: Держ. вид-во худож. літ., 1947. — 15 с.
- Панч П. Там, де верби над ставом / П. Панч. — Харків: Укр. робітник, 1930. — 62 с. — (Дешева бібліотека красного письменства).
- Панч П. Син Таращанського полку: повість / Петро Панч. — Київ: Молодь, 1946. — 100 с.
- Панч П. По-за життям: сім оповідань: (із творів спілки сел. письменників «Плуг») / Петро Панч. — Харків: Шлях освіти, 1924. — 39, 1 с. — (Бібліотека селянина. Серія красного письменства / за ред. С. Пилипенка ; № 18).
- Панч П. Оповідання / Петро Панч. — Київ: Держ. вид-во худож. літ., 1947. — 15 с.
- Панч П. Малий партизан. Київ, Веселка, 1972.